# Anacis rufipes
Anacis rufipes är en stekelart som först beskrevs av Porter 1967.  Anacis rufipes ingår i släktet Anacis och familjen brokparasitsteklar. Inga underarter finns listade i Catalogue of Life.